# أخطبوط المحيط الهادئ العملاق
أخطبوط المحيط الهادئ العملاق (الاسم العلمي: Enteroctopus)، هو نوع من الرخويات يتبع جنس الأخطبوط العملاق ضمن رتبة الأخطبوطيات. يتوزع في شمال المحيط الهادئ عند ولاية كاليفورنيا وأوريغون وألاسكا وواشنطن وكولمبيا البريطانية وشمال اليابان وروسيا. يتكيف هذا النوع عند المياه الباردة الغنية بالأكسجين. يُمكن القول بأن هذا النوع من أكبر الأخطبوطيات على الإطلاق، يصل متوسط وزنه إلى 71 كيلو غرام.

## الوصف
هي مخلوقات ضخمة، لها رؤوس منتفخة وبشكل عام لونها يميل إلى البني محمر اللون. مثل أغلب أنوع فصيلة الأخطبوطيات، يصل طولها مع امتداد الأذرع إلى 4.3 متر. وتستخدم  الخلايا  الصبغية  في الجلد لتغيير الألوان والقوام قادرةً بذلك على الاختفاء والتمويه. وكبقية الأنواع الأخرى فإنها تملك ثلاثة قلوب ودمٌ ذو لون أزرق.

## السلوك
يتغذى أخطبوط المحيط الهادئ العملاق على المحار والجمبري وسرطان البحر وبعض أنواع الرخويات والأسماك. ولكن من المعروف أنها معرضة للهجوم من قِبل أسماك القرش. ويعيش أخطبوط المحيط الهادئ العملاق لحوالي أربع سنوات من العمر، وهي حيوانات تنشط في الليل.